# West Tripura
Der Distrikt West Tripura ist ein Distrikt im indischen Bundesstaat Tripura. Verwaltungssitz ist die Stadt Agartala.

## Geografie
Der Distrikt West Tripura liegt im Nordwesten Tripuras an der Grenze zu Bangladesch. Die Fläche des Distrikts  beträgt 943 Quadratkilometer. Nachbardistrikte sind die Distrikte Khowai im Osten und Sipahijala im Süden. Im Norden und Westen grenzt der Distrikt an Indiens Nachbarstaat Bangladesch.

## Geschichte
Der Distrikt entstand bei der Schaffung der Verwaltungsgebiete Tripuras am 1. September 1970. 2012 verringerte sich sein Gebiet durch die Gründung der Distrikte Khowai und Sipahijala.

## Bevölkerung
Nach der Volkszählung 2011 hat der Distrikt West Tripura 918.200 Einwohner. Bei 974 Einwohnern pro Quadratkilometer ist der Distrikt sehr dicht besiedelt. Von den 918.200 Bewohnern wohnten 329.466 Personen (35,88 Prozent) in Landgemeinden und 588.734 Menschen in städtischen Gebieten. Der Distrikt West Tripura ist der einzige Distrikt Tripuras mit einer überwiegend städtischen Bevölkerung.
Der Distrikt West Tripura gehört zu den Gebieten Indiens, in denen zahlreiche Angehörige der „Stammesbevölkerung“ (scheduled tribes) siedeln. Zu ihnen gehörten (2011) 176.596 Personen (19,23 Prozent der Distriktsbevölkerung). Zu den Dalit (scheduled castes) gehörten 2011 192.475 Menschen (20,96 Prozent der Distriktsbevölkerung).

### Bevölkerungsentwicklung
Distrikt West Tripura in den Grenzen bis 2012
Tripura wurde 1970 in drei Distrikte aufgeteilt - North Tripura, South Tripura und West Tripura. Die Bevölkerungsentwicklung von 1901 bis 2011 in den Grenzen vor 2012 war wie folgt:
Heutige Grenzen
Wie überall in Indien wächst die Einwohnerzahl im Distrikt West Tripura seit Jahrzehnten stark an. Die indische Volkszählung 2001 ermittelte eine Einwohnerzahl von 812.839 Personen. Die Zunahme betrug in den Jahren 2001–2011 rund 13 Prozent (12,96 %). In diesen zehn Jahren nahm die Bevölkerung um mehr als 105.000 Menschen zu.

### Bedeutende Orte
Im Distrikt gibt es mit dem Distrikthauptort Agartala und Ranirbazar zwei städtische Siedlungen. Zudem zählen Anandanagar, Bankimnagar, Briddhanagar, Charipara, Dukli, Gandhigram, Madhuban, Madhupur, Narsingarh, Radhakishorenagar, Singarbil, Taranagar und Uttar Champamura als Städte (sogenannte census towns).

### Bevölkerung des Distrikts nach Geschlecht
Von den 918.200 Bewohnern waren 466.152 (50,77 Prozent) männlichen und 452.048 weiblichen Geschlechts. Dies ist untypisch für Indien, wo normalerweise ein deutliches Mehr an Männern vorherrscht.

### Bevölkerung des Distrikts nach Sprachen
Eine deutliche Mehrheit von über 76 Prozent der Bevölkerung spricht Bengali als Muttersprache. In den Städten sind es sogar über 90 Prozent. In den R.D. Blocks Dukli, Jirania und Mohanpur sind die bengalischsprachigen Bewohner mit Anteilen zwischen 60,7 Prozent (in Jirania) und 92,7 Prozent (in Dukli) in der Überzahl. In den R.D Blocks Hezamara (32.564 der 35.628 Einwohner) und Mandai (40.905 der 44.670 Einwohner) überwiegt klar Kokborok. Kokborok ist zudem die Sprache einer starken Minderheit in den R.D. Blocks Jirania und Mohanpur. Die hindisprachigen Bewohner leben mehrheitlich in der Stadt Agartala und den R.D. Blocks Jirania und Mohanpur. Die folgende Tabelle zeigt die Sprachverhältnisse auf:
| Jahr                                   | Bengali | Bengali | Kokborok | Kokborok | Hindi  | Hindi | Odia | Odia | Manipuri | Manipuri | Bhojpuri | Bhojpuri | Andere Sprachen | Andere Sprachen | Total   | Total    |
| Jahr                                   | Zahl    | %       | Zahl     | %        | Zahl   | %     | Zahl | %    | Zahl     | %        | Zahl     | %        | Zahl            | %               | Zahl    | %        |
| -------------------------------------- | ------- | ------- | -------- | -------- | ------ | ----- | ---- | ---- | -------- | -------- | -------- | -------- | --------------- | --------------- | ------- | -------- |
| 2011                                   | 699.039 | 76,13   | 162.122  | 17,66    | 18.767 | 2,04  | 7501 | 0,82 | 6568     | 0,72     | 3815     | 0,42     | 20.388          | 2,22            | 918.200 | 100,00 % |
| Quelle: Ergebnis der Volkszählung 2011 |         |         |          |          |        |       |      |      |          |          |          |          |                 |                 |         |          |

### Bevölkerung des Distrikts nach Bekenntnissen
Die Bewohner bekennen sich klarmehrheitlich zum Hinduismus. Zu ihrem Anhang gehört die Mehrheit der bengalisch- und hindisprachigen Personen. Eine kleine Minderheit unter den Bengalen bekennt sich zum Islam. Die Muslime leben mehrheitlich in der Stadt Agartala und in den R.D. Blocks Dukli und Jirania. Die Christen gehören mehrheitlich zu den «scheduled tribes» (Stammesbevölkerung) und den Dalit (auch „Unberührbare“, Kastenlose). Zahlreiche unter ihnen wohnen in allen Gebieten des Distrikts mit Ausnahme der Stadt Ranirbazar und des R.D. Blocks Dukli. In den R.D. Blocks Hezamara und Mandai sind mehr als 10 Prozent der Einwohnerschaft Christen. Die wenigen Buddhisten beschränken sich fast gänzlich auf die Sprachgruppen der Chakma. Die genaue religiöse Zusammensetzung der Bevölkerung zeigt folgende Tabelle:
| Jahr                                   | Buddhisten | Buddhisten | Christen | Christen | Hindus  | Hindus | Jainas | Jainas | Muslime | Muslime | Sikhs | Sikhs | Andere | Andere | keine Angaben | keine Angaben | Total   | Total    |
| Jahr                                   | Zahl       | %          | Zahl     | %        | Zahl    | %      | Zahl   | %      | Zahl    | %       | Zahl  | %     | Zahl   | %      | Zahl          | %             | Zahl    | %        |
| -------------------------------------- | ---------- | ---------- | -------- | -------- | ------- | ------ | ------ | ------ | ------- | ------- | ----- | ----- | ------ | ------ | ------------- | ------------- | ------- | -------- |
| 2011                                   | 1388       | 0,15       | 30.554   | 3,32     | 851.203 | 92,70  | 274    | 0,03   | 32.420  | 3,53    | 258   | 0,03  | 122    | 0,01   | 1981          | 0,22          | 918.200 | 100,00 % |
| Quelle: Ergebnis der Volkszählung 2011 |            |            |          |          |         |        |        |        |         |         |       |       |        |        |               |               |         |          |

## Bildung
Das Ziel der vollständigen Alphabetisierung ist in Reichweite. Von den 825.122 Personen in einem Alter von sieben Jahren und mehr können 751.396 (91,06 Prozent) lesen und schreiben. Die Alphabetisierung liegt weit über dem indischen Schnitt.

## Verwaltung
Der neue Distrikt hat mit Jirania, Mohanpur und Sadar drei Sub-Divisions (Unterbezirke), die in die neun R.D. Blocks Bamutia, Belbari, Dukli, Hezamara, Jirania, Lefunga, Mandai,   Mohanpur und Old Agartala aufgeteilt sind.